# Octobre 1956

## Évènements
- Octobre - novembre :  manifestations antisoviétiques en Roumanie pendant la révolte hongroise.

- 2 octobre : élection générale terre-neuvienne.

- 6 octobre : funérailles nationales de László Rajk. 200 000 personnes réclament le retour d'Imre Nagy au gouvernement.

- 9 octobre, France : création de l'ESEO, grande école privée d'ingénieurs généraliste en électronique, informatique télécoms et réseaux, par le chanoine Jean Jeanneteau à Angers.

- 14 octobre : Imre Nagy est réintégré au sein du parti communiste.

- 19 octobre : 
  - Normalisation des relations nippo-soviétiques[1].
  - À la suite d'une mobilisation populaire (Octobre polonais, 13-20 octobre) contre la direction du POUP, Władysław Gomułka est élu premier secrétaire du parti ouvrier unifié polonais et s'engage à réformer la République populaire de Pologne (politique de décollectivisation, fin de la censure de la presse, libération du cardinal Stefan Wyszyński, annulation d’une partie de la dette polonaise, octroi de nouveaux crédits), malgré le maintien «temporaire» de troupes soviétiques sur le sol polonais. Visite surprise de Nikita Khrouchtchev.
  - Début de l’insurrection de Budapest. Les opposants au gouvernement profitent des tensions entre la République populaire de Pologne et l’Union soviétique pour se rebeller. Les étudiants manifestent contre les cours obligatoires de russe et de marxisme-léninisme et, associés au syndicat des écrivains, ils affirment leur soutien au mouvement antisoviétique polonais. Les travailleurs se joignent à eux pour exiger le retour de Nagy au poste de Premier ministre.

- 22 octobre : 
  - L’avion qui transportait de Rabat à Tunis Ahmed Ben Bella et les autres dirigeants du FLN est contraint de se poser à Alger où les cinq hommes sont arrêtés. Le président du Conseil Guy Mollet couvre cette initiative due aux autorités militaires d’Alger. La Tunisie et le Maroc rappellent leurs ambassadeurs à Paris.
  - Un accord est conclu à Sèvres entre la France, la Grande-Bretagne et Israël qui prépare l’opération « mousquetaire », destinée à envahir l’Égypte.
  - Programme en 16 points pour la jeunesse hongroise[2].

- 23 - 30 octobre : insurrection de Budapest. Le Premier ministre Hegedüs, incapable de gérer ces manifestations (plus de 100 000 personnes), sollicite le renfort des troupes soviétiques. La police ouvre le feu sur la foule. Les insurgés parviennent à paralyser les chars soviétiques en lançant des cocktails molotov. Le Parti des travailleurs s’interpose et obtient le remplacement de Hegedüs par Nagy (24 octobre) et de Gerö par János Kádár (25 octobre), précédemment emprisonné pour nationalisme.

- 24 octobre : 
  - Enlèvement et arrestation de Ben Bella. La Tunisie et le Maroc rappellent leurs ambassadeurs à Paris.
  - Massacre de colons français dans la région de Meknès au Maroc, en représailles à l’arrestation des dirigeants du FLN (voir massacres de Meknès).

- 25 octobre : au Cambodge, Sam Yun est nommé Premier ministre.

- 26 octobre : 
  - Création à Vienne de l'Agence internationale de l'énergie atomique (AIEA), dont le but est de surveiller les activités nucléaires des États.
  - Signature à Luxembourg du Traité entre la République française et la République fédérale d'Allemagne sur le règlement de la question sarroise.

- 27 octobre : 
  - Imre Nagy forme un gouvernement de front national.
  - Des troupes israéliennes sont parachutées dans le Sinaï, à la suite d'un accord secret entre Israël, la France et le Royaume-Uni, afin de reprendre le canal de Suez.

- 28 octobre : après cinq jours d’hésitation, Nagy se range aux côtés des manifestants annonçant la fin du système de parti unique et la tenue d’élections. Il promet des réformes économiques, libère le cardinal László Mindszenti, exige le retrait des forces soviétiques et ordonne le cessez-le-feu.

- 29 octobre : déclenchement de la Guerre de Suez (fin le 6 novembre), condamnée par l'ONU. Des troupes israéliennes pénètrent en Égypte et avancent dans le Sinaï.

- 30 octobre : la France et la Grande-Bretagne adressent un ultimatum à l’Égypte et à Israël, sommés de retirer leurs troupes à 16 km de part et d’autre du canal. Les États-Unis demandent au Conseil de sécurité de condamner l’attaque israélienne et d’exiger un cessez-le-feu immédiat. La France et la Grande-Bretagne opposent leur veto.

- 31 octobre : 
  - Les Soviétiques, en accord avec les autres pays communistes, décident d'écraser la révolution des conseils hongroise.
  - L’Égypte rejette l’ultimatum. Intervention des armées française et anglaise sur le canal de Suez. Début des bombardements franco-britanniques.

## Naissances
- 1er octobre : 
  - Isabelle Morini-Bosc, journaliste française.
  - Marge Simpson, personnage fictif de série télévisée, les Simpson
- 2 octobre : Philippe Ballot, évêque catholique français, archevêque de Chambéry.
- 7 octobre : Brian Sutter, ancien joueur de hockey.
- 8 octobre : Janice E. Voss, astronaute américaine.
- 10 octobre : Bruno Carmichael, Général de gendarmerie, ancien membre du G.I.G.N.
- 13 octobre : Chris Carter, scénariste américain, créateur de la série télévisée The X-Files.
- 14 octobre : 
  - Rosalina Tuyuc, femme politique et promotrice guatémaltèque des droits de l'homme et de la femme.
  - Jennell Jaquays, conceptrice de jeux américaine († 10 janvier 2024).
- 15 octobre : Patrick Avril, homme politique belge francophone.
- 16 octobre :
  - Jean-Claude Marcourt, homme politique belge de langue française.
  - James H. Newman, astronaute américain.
- 17 octobre : Mae C. Jemison, astronaute américaine.
- 18 octobre :
  - Martina Navrátilová championne de tennis américaine d'origine tchèque.
  - Isabelle Autissier navigatrice française.
- 19 octobre : Thierry Beccaro, comédien de théâtre et présentateur de télévision français.
- 21 octobre : 
  - Carrie Fisher, actrice américaine (princesse Leia dans Star Wars) († 27 décembre 2016).
  - Rabiu Kwankwaso, homme politique nigérian.
- 23 octobre : Dianne Reeves, chanteuse de jazz américaine.
- 25 octobre : Matthias Jabs, guitariste du groupe de hard rock allemand Scorpions.
- 28 octobre : Ahmet Kaya,  chanteur, écrivain et compositeur turc d'origine kurde.
- 30 octobre : Stephen Smith, africaniste, auteur, professeur américain.
- 31 octobre : Mario Ramsamy, chanteur français.

## Décès
- 1er octobre : Stan Ockers, coureur cycliste belge (° 3 février 1920).
- 5 octobre : Joseph Oberthur, peintre, dessinateur et écrivain français (° 25 avril 1872).
- 7 octobre : 
  - Clarence Birdseye, inventeur américain.
  - Maud Allan, danseuse.
- 10 octobre, Suez : David Seymour, photographe.
- 15 octobre : Jules Rimet, fondateur du Red Star, président de la fédération française de football, puis de la FIFA.
- 26 octobre : Louis Rosier, coureur automobile français.